# Paradinarmus tridentatus
Paradinarmus tridentatus is een vliesvleugelig insect uit de familie Pteromalidae. De wetenschappelijke naam is voor het eerst geldig gepubliceerd in 1929 door Masi.